# Ronde van Spanje voor vrouwen 2021
De zevende editie van de Spaanse wielerwedstrijd Ceratizit Challenge by La Vuelta (voorheen Madrid Challenge) vond plaats van 2 tot 5 september 2021, in de afsluitende week van de Vuelta a España voor mannen. De wedstrijd was onderdeel van de UCI Women's World Tour in 2021 en was ingedeeld in de wedstrijdcategorie 2.WWT. De wedstrijd bestond uit vier etappes inclusief een klimtijdrit en eindigde voor het eerst niet meer in Madrid, maar in Santiago de Compostella, net als de Vuelta voor mannen. De Duitse Lisa Brennauer won de laatste twee edities. Deze editie werd gewonnen door Annemiek van Vleuten. Zij won zowel de klimtijdrit als de bergetappe op de derde dag. De Belgische Lotte Kopecky won de slotrit en daarmee ook de puntentrui.

## Deelnemende ploegen
Alle negen World-Tourploegen stonden aan de start, aangevuld met 15 UCI-ploegen.
| World-Tourploegen                  | UCI-ploegen         | UCI-ploegen                     |
| ---------------------------------- | ------------------- | ------------------------------- |
| Alé BTC Ljubljana                  | BePink              | Laboral Kutxa-Fundación Euskadi |
| BikeExchange                       | Bizkaia-Durango     | Massi-Tactic                    |
| Canyon-SRAM                        | Burgos Women's Team | Rio Miera-Cantabria Deporte     |
| DSM                                | Ceratizit-WNT       | Sopela Women's Team             |
| FDJ Nouvelle-Aquitaine Futuroscope | Coop-Hitec Products | Team Farto - BTC                |
| Liv Racing                         | Eneicat-RBH Global  | Team Tibco                      |
| Movistar Team                      | Instafund La Prima  | Valcar-Travel & Service         |
| SD Worx                            | Jumbo-Visma         |                                 |
| Trek-Segafredo                     |                     |                                 |

## Etappeschema
| Datum       | Etappe | Start – Finish                                          | Afstand (in km) | Type                | Winnaar              | Ploeg             | Klassementsleider    |
| ----------- | ------ | ------------------------------------------------------- | --------------- | ------------------- | -------------------- | ----------------- | -------------------- |
| 2 september | 1      | Manzaneda – Manzaneda                                   | 118,7           | Heuvelrit           | Marlen Reusser       | Alé BTC Ljubljana | Marlen Reusser       |
| 3 september | 2      | Manzaneda – Manzaneda                                   | 7,3             | Individuele tijdrit | Annemiek van Vleuten | Movistar          | Marlen Reusser       |
| 4 september | 3      | Manzaneda – O Pereiro de Aguiar                         | 107,9           | Bergrit             | Annemiek van Vleuten | Movistar          | Annemiek van Vleuten |
| 5 september | 4      | As Pontes de García Rodríguez – Santiago de Compostella | 107,4           | Vlakke rit          | Lotte Kopecky        | Liv Racing        | Annemiek van Vleuten |

## Uitslag

### 1e etappe
| Manzaneda - Manzaneda, 118,7 km |                      |                                    |          |
| Plaats                          | Naam                 | Ploeg                              | Tijd     |
| Winnaar                         | Marlen Reusser       | Alé BTC Ljubljana                  | 3u07'46" |
| 2                               | Coryn Rivera         | DSM                                | + 22     |
| 3                               | Elise Chabbey        | Canyon-SRAM                        | z.t.     |
| 4                               | Pauliena Rooijakkers | Liv Racing                         | z.t.     |
| 5                               | Elisa Balsamo        | Valcar-Travel & Service            | + 1'48"  |
| 6                               | Anna Henderson       | Jumbo-Visma                        | z.t.     |
| 7                               | Lotte Kopecky        | Liv Racing                         | z.t.     |
| 8                               | Alison Jackson       | Liv Racing                         | z.t.     |
| 9                               | Marie Le Net         | FDJ Nouvelle-Aquitaine Futuroscope | z.t.     |
| 10                              | Floortje Mackaij     | DSM                                | z.t.     |

### 2e etappe (klimtijdrit)
| Manzaneda, 7,3 km |                      |                                    |        |
| Plaats            | Naam                 | Ploeg                              | Tijd   |
| Winnaar           | Annemiek van Vleuten | Movistar                           | 19'08" |
| 2                 | Marlen Reusser       | Alé BTC Ljubljana                  | + 20"  |
| 3                 | Marta Cavalli        | FDJ Nouvelle-Aquitaine Futuroscope | + 28"  |
| 4                 | Kristen Faulkner     | Team Tibco                         | + 48"  |
| 5                 | Leah Thomas          | Movistar                           | + 59"  |
| 6                 | Juliette Labous      | DSM                                | +1'00" |
| 7                 | Liane Lippert        | DSM                                | +1'15" |
| 8                 | Katarzyna Niewiadoma | Canyon-SRAM                        | +1'20" |
| 9                 | Urška Žigart         | BikeExchange                       | +1'23" |
| 10                | Pauliena Rooijakkers | Liv Racing                         | +1'24" |

### 3e etappe
| Manzaneda - O Pereiro de Aguiar, 107,9 km |                      |                                    |          |
| Plaats                                    | Naam                 | Ploeg                              | Tijd     |
| Winnaar                                   | Annemiek van Vleuten | Movistar                           | 2u41'53" |
| 2                                         | Liane Lippert        | DSM                                | + 2'48"  |
| 3                                         | Katarzyna Niewiadoma | Canyon-SRAM                        | z.t.     |
| 4                                         | Elisa Longo Borghini | Trek-Segafredo                     | + 2'51"  |
| 5                                         | Floortje Mackaij     | DSM                                | + 2'55"  |
| 6                                         | Kata Blanka Vas      | SD Worx                            | + 3'01"  |
| 7                                         | Elise Chabbey        | Canyon-SRAM                        | z.t.     |
| 8                                         | Marta Cavalli        | FDJ Nouvelle-Aquitaine Futuroscope | z.t.     |
| 9                                         | Marlen Reusser       | Alé BTC Ljubljana                  | + 3'03"  |
| 10                                        | Elisa Balsamo        | Valcar-Travel & Service            | + 7'13"  |

### 4e etappe
| As Pontes de García Rodríguez - Santiago de Compostela, 107,4 km |                      |                         |          |
| Plaats                                                           | Naam                 | Ploeg                   | Tijd     |
| Winnaar                                                          | Lotte Kopecky        | Liv Racing              | 2u29'37" |
| 2                                                                | Elisa Longo Borghini | Trek-Segafredo          | z.t.     |
| 3                                                                | Anna Henderson       | Jumbo-Visma             | + 4"     |
| 4                                                                | Kata Blanka Vas      | SD Worx                 | + 6"     |
| 5                                                                | Silvia Zanardi       | BePink                  | z.t.     |
| 6                                                                | Elisa Balsamo        | Valcar-Travel & Service | z.t.     |
| 7                                                                | Katarzyna Niewiadoma | Canyon-SRAM             | z.t.     |
| 8                                                                | Liane Lippert        | DSM                     | + 8"     |
| 9                                                                | Floortje Mackaij     | DSM                     | z.t.     |
| 10                                                               | Riejanne Markus      | Jumbo-Visma             | z.t.     |

### Eindklassement
| Plaats    | Naam                 | Ploeg                              | Tijd     |
| --------- | -------------------- | ---------------------------------- | -------- |
| Rode trui | Annemiek van Vleuten | Movistar                           | 8u40'18" |
| 2         | Marlen Reusser       | Alé BTC Ljubljana                  | +1'34"   |
| 3         | Elise Chabbey        | Canyon-SRAM                        | + 3'12"  |
| 4         | Marta Cavalli        | FDJ Nouvelle-Aquitaine Futuroscope | + 3'30"  |
| 5         | Liane Lippert        | DSM                                | + 3'59"  |
| 6         | Katarzyna Niewiadoma | Canyon-SRAM                        | + 4'04"  |
| 7         | Elisa Longo Borghini | Trek-Segafredo                     | + 4'13"  |
| 8         | Floortje Mackaij     | DSM                                | + 4'38"  |
| 9         | Kata Blanka Vas      | SD Worx                            | + 4'57"  |
| 10        | Pauliena Rooijakkers | Liv Racing                         | + 7'58"  |

2015 · 2016 · 2017 · 2018 · 2019 · 2020 · 2021 · 2022 · 2023 · 2024 · 2025
Strade Bianche ·
Trofeo Alfredo Binda-Comune di Cittiglio ·
Driedaagse Brugge-De Panne ·
Gent-Wevelgem ·
Ronde van Vlaanderen ·
Amstel Gold Race ·
Waalse Pijl ·
Luik-Bastenaken-Luik ·
Ronde van Burgos ·
La Course by Le Tour de France ·
Clásica San Sebastián ·
Ronde van Noorwegen ·
Simac Ladies Tour ·
GP de Plouay-Bretagne ·
Ceratizit Challenge by La Vuelta ·
Parijs-Roubaix ·
The Women's Tour ·
Ronde van Drenthe
Afgelaste wedstrijden: Cadel Evans Great Ocean Road Race · RideLondon Classic · Postnord Vårgårda WestSweden · Ronde van Chongming · Ronde van Guangxi